# Elezioni governatoriali in California del 2022
Le elezioni governatoriali in California del 2022 si sono tenute l'8 novembre per eleggere il nuovo governatore dell'omonimo stato.
Le consultazioni hanno decretato la riconferma del governatore democratico uscente Gavin Newsom, che ha ottenuto il 59,18% dei voti sconfiggendo lo sfidante repubblicano Brian Dahle.

## Primarie
| Candidati             | Partiti       | Voti      | %    |
| --------------------- | ------------- | --------- | ---- |
| Gavin Newsom          | Democratico   | 3.945.728 | 55,9 |
| Brian Dahle           | Repubblicano  | 1.252.800 | 17,7 |
| Michael Shellenberger | Indipendente  | 290.286   | 4,1  |
| Jenny Rae Le Roux     | Repubblicano  | 246.665   | 3,5  |
| Anthony Trimino       | Repubblicano  | 246.322   | 3,5  |
| Shawn Collins         | Repubblicano  | 173.083   | 2,5  |
| Luis J. Rodriguez     | Partito Verde | 124.672   | 1,8  |
| Altri                 | Altri         | 784.312   | 11,0 |
| Totale                | Totale        | 7.063.868 |      |

## Risultati
| Candidati    | Partiti      | Voti       | %     |
| ------------ | ------------ | ---------- | ----- |
| Gavin Newsom | Democratico  | 6.470.104  | 59,18 |
| Brian Dahle  | Repubblicano | 4.462.914  | 40,82 |
| Totale       | Totale       | 10.933.018 |       |